# Нестеров, Евгений Фёдорович
Евге́ний Фёдорович Не́стеров (род. 12 февраля 1987, Нижнекамск, Татарская АССР) — российский хоккеист.

## Биография
Воспитанник хоккейной школы нижнекамского «Нефтехимика», во втором составе которого дебютировал в 2003 году и который представлял до 2006 года. В дальнейшем продолжил выступать в клубах высшей и первой российских лиг: кирово-чепецкой «Олимпии» (2005—2007), оренбургском «Газпроме-ОГУ» (2006—2008), медногорском «Металлурге») (2007/2008), волжской «Ариаде-Акпарс» (2008—2012).
В 2010 году окончил Камскую государственную академию физической культуры, спорта и туризма.
После образования Высшей хоккейной лиги, одним из основателей которой выступил клуб из Волжска, и до 2017 года представлял клубы этой лиги: саратовский «Кристалл» (2011/2012), ХК «Саров» (2012/2013), пермский «Молот-Прикамье» (2013—2015), пензенский «Дизель» (2015/2016) и курганское «Зауралье» (2016/2017).
В сезоне 2017/2018 продолжил карьеру в чемпионате Казахстана, сначала в составе клуба «Ертис» из Павлодара, а 5 января 2018 года перешёл в «Горняк» из Рудного, где выступал до 10 октября 2018 года.